# هانا ويلكينسون
هانا ويلكينسون (بالإنجليزية: Hannah Wilkinson)‏ (28 مايو 1992 في نيوزيلندا - ) هي لاعبة كرة قدم نيوزلندية في مركز الهجوم، شاركت في كأس العالم للسيدات 2015 والألعاب الأولمبية الصيفية 2016 والألعاب الأولمبية الصيفية 2012. وشاركت مع منتخب نيوزيلندا تحت 20 سنة للسيدات لكرة القدم ‏ ومنتخب نيوزيلندا الوطني لكرة القدم للنساء. أما مع النوادي، فقد لعبت مع Glenfield Rovers ‏.

## وصلات خارجية
- هانا ويلكينسون على موقع الاتحاد الدولي (مؤرشف)  (الإنجليزية)
- هانا ويلكينسون على موقع الاتحاد الأوربي (الإنجليزية)
- هانا ويلكينسون على موقع قاعدة بيانات كرة القدم.إي يو (الإنجليزية)
- هانا ويلكينسون على موقع Soccerway.com (الإنجليزية)
- هانا ويلكينسون على موقع عالم كرة القدم.نت (الإنجليزية)
- هانا ويلكينسون على موقع أوليمبيديا (الإنجليزية)
- هانا ويلكينسون على موقع اللجنة الأولمبية النيوزيلندية (الإنجليزية)